# Kvint
En kvint er et toneinterval på sædvanligvis 7 halvtoner. Forholdet mellem en grundtones frekvens og den tilsvarende kvints frekvens er 3:2 i den rene stemning og omkring 1,4983 i den tempererede stemning.
En kvint kan dog være forstørret eller formindsket. Det sker ved, at der indsættes et fortegn for en af tonerne. I nogle højtopbyggede akkorder bruges sådanne intervaller. Den formindskede kvint kaldes også tritonus og er et særligt dissonerende interval.
I dur- og mol-treklange er der en kvint mellem grundtonen og den øverste tone. I en formindsket treklang også kaldet en dim-akkord er afstanden mellem grundtonen og den øverste tone en formindsket kvint, mens afstanden i en forstørret treklang, også kaldet plus-akkord, er en forstørret kvint. 
Violiner, bratscher og celloer stemmer strengene med kvintintervaller imellem.
Intervallet kan kendes på at det har samme interval, som de første to toner i Hans Ernst Krøyers "Der er et yndigt land":
Man kan finde et nedadgående kvintspring i de første to toner i kendingsmelodien til Familien Flintstone.